# John Gilmour
Sir John Gilmour, 2. baronet z Lundianu (Sir John Gilmour, 2nd Baronet Gilmour of Lundian) (27. května 1876, Montrave, Skotsko – 30. března 1940, Londýn, Anglie) byl britský politik. Třicet let byl poslancem Dolní sněmovny (1910–1940) za Konzervativní stranu. V meziválečném období byl v různých funkcích členem několika britských vlád, byl mimo jiné ministrem pro Skotsko (1924–1929), zemědělství (1931–1932) a vnitra (1932–1935).

## Životopis
Pocházel ze skotské rodiny, která od počátku 19. sídlila na zámku Montrave House v hrabství Fife. Narodil se jako druhorozený syn Sira Johna Gilmoura (1845–1920), předního představitele skotských konzervativců a unionistů. Měl šest sourozenců, nejmladší bratr Douglas (1889–1916) padl za první světové války. Studoval v Edinburghu a Cambridge, poté se jako dobrovolník zúčastnil búrské války. V letech 1910–1940 byl členem Dolní sněmovny za Konzervativní stranu (neúspěšně kandidoval již ve volbách v roce 1906). Znovu jako dobrovolník bojoval v první světové válce, v níž byl zraněn a dosáhl hodnosti podplukovníka, později byl jmenován čestným plukovníkem skotských dobrovolnických sborů.
V roce 1920 po otci zdědil titul baroneta a statky ve Skotsku, krátce poté začal zastávat nižší úřady ve vládě. V letech 1921–1922 a 1923–1924 byl lordem pokladu a v roce 1922 byl jmenován členem Tajné rady. V Baldwinově vládě zastával funkci státního sekretáře pro Skotsko (1924–1929), později se uplatnil i v národních koaličních vládách. V MacDonaldově vládě byl ministrem zemědělství a rybolovu (1931–1932) a poté ministrem vnitra (1932–1935). V Chamberlainově vládě byl ministrem námořní přepravy (1939–1940) a v této funkci nečekaně zemřel. Kromě politických funkcí v Londýně zastával také čestné funkce v rodném Skotsku, kde byl lordem rektorem univerzity v Edinburghu (1926–1929) a lordem komisařem církevního shromáždění (1938–1939). Získal čestné doktoráty na univerzitách v Glasgow (1925), Edinburghu (1927) a St Andrews (1929) a za zásluhy obdržel velkokříž Viktoriina řádu (1935). Mimo jiné byl též zástupcem místodržitele ve skotském hrabství Fife, kde vlastnil statky.
Byl dvakrát ženatý, poprvé se oženil v roce 1902 s Mary Louise Lambert (1878–1919), dcerou podnikatele a statkáře Edwarda Tileye Lamberta. Po ovdovění se podruhé oženil v roce 1920 s její mladší sestrou Violet Agnes (1889–1977). Z obou manželství měl tři děti. Dědicem titulu baroneta byl jediný syn Sir John Gilmour (1912–2007), dlouholetý poslanec Dolní sněmovny za Konzervativní stranu (1961–1997) a lord-místodržitel v hrabství Fife (1980-1987). V roce 1996 vydal tiskem otcovu korespondenci z búrské války.